# Rendez-vous à Tokyo
Pour plus de détails, voir Fiche technique et Distribution.
Rendez-vous à Tokyo (ちょっと思い出しただけ, Chotto omoidashita dake) est un drame romantique japonais réalisé par Daigo Matsui (en) et sorti en 2021 au Japon et le 26 juillet 2023 en France. Il a été sélectionné lors de la  16e édition du  Kinotayo en 2022.

## Synopsis
Une histoire d'amour contée à rebours. A Tokyo, Teruo, danseur classique, et Yô, chauffeuse de taxi, s'éprennent l'un de l'autre, s'apprécient, vivent un temps ensemble mais la communication est difficile, Teruo restant trop secret.
L'histoire est déclinée en plusieurs tableaux, toujours à la date du 26 juillet, jour de l'anniversaire de Teruo. C'est une date-clé, celle de la rencontre, des jours amoureux ainsi que celle de la séparation.

## Fiche technique
Sauf indication contraire, les informations mentionnées dans cette section peuvent être confirmées par les bases de données cinématographiques IMDb et Allociné,  présentes dans la section « Liens externes ».
- Titre original : ちょっと思い出しただけ
- Réalisation : Daigo Matsui (en)
- Scénario : Daigo Matsui
- Musique : Yūta Mori (ja)
- Décors : Sango Nakamura et Naoki Soma
- Costumes : Momomi Kanda
- Photographie : Hiroki Shioya
- Montage : Ryuichi Takita
- Son : Hisafumi Takeuchi
- Production : Daisuke Wada et Satoshi Sawamura
  - Production exécutive : Koji Harada
- Sociétés de production : Just Remembering Film Partners et L'Espace Film
- Sociétés de distribution : Art House
- Pays de production :  Japon
- Langue originale : japonais
- Format : couleur — 1,85:1
- Genre : drame romantique
- Durée : 115 minutes
- Dates de sortie :
  - Japon : 1er novembre 2021 (Tokyo) ; 11 février 2022[1] (en salles)
  - France : 8 décembre 2022 (Paris) ; 26 juillet 2023 (en salles)

## Distribution
Sauf indication contraire ou complémentaire, les informations mentionnées dans cette section proviennent du générique de fin de l'œuvre audiovisuelle présentée ici.
- Sōsuke Ikematsu : Teruo Sako
- Sairi Itō : Yo'u Nobara
- Yūmi Kawai : Izumi
- Reika Ohzeki : Satsuki
- Jun Kunimura : Nakaido
- Masatoshi Nagase : Jun
- Ryo Narita : Fumio
- Miwako Ichikawa : Makita
- Keiichi Suzuki : Naguera
- Eiko Koike : une passagère du taxi